# François Louis Correvon
Pour les articles homonymes, voir Correvon (homonymie).
François Louis Correvon, né le 11 juillet 1811 à Cuarny et mort le 4 février 1877 à Lausanne, est un notaire, un juge de paix et une personnalité politique suisse.

## Biographie
De confession protestante, originaire de Cuarny, François Louis Correvon est le fils de François Correvon et de Jeanne Peguiron. Il épouse Rose Marguerite Pavid. Il obtient un brevet de notaire. Après avoir été évincé du Conseil d'État en 1862, il devient juge de paix à Yverdon, puis président du tribunal du district d'Yverdon en 1868. Franc-maçon, il est membre de la loge Espérance et Cordialité dès 1858.

### Carrière politique
Membre du Parti radical-démocratique, François Louis Correvon devient syndic de Cuarny, puis député au Grand Conseil vaudois dès 1853. Il est Conseiller d'État dès 1859 ; il y dirige le département militaire et des travaux publics jusqu'en 1862. Il n'est ensuite pas réélu, une coalition de libéraux, de radicaux modérés et de radicaux de gauche renversant le gouvernement radical en place depuis 1845. Il est réélu au Grand Conseil en 1874,.